# Protea aristata
Protea aristata är en tvåhjärtbladig växtart som beskrevs av Henry Phillips. Protea aristata ingår i släktet Protea och familjen Proteaceae. Inga underarter finns listade i Catalogue of Life.